# Miss Mato Grosso 2009
Miss Mato Grosso 2009 foi a 50ª edição do tradicional concurso de beleza feminina de Miss Mato Grosso, válido para a disputa de Miss Brasil 2009, único caminho para o Miss Universo. O evento contou com a participação de dezessete (17) candidatas em busca do título que pertencia à primaverense Flávia Piana, vencedora do título no ano anterior. O evento, coordenado pelo colunista social Warner Willon, foi apresentado pelo ator David Cardoso Jr. e teve sua final no espaço Salla's Buffet, em Primavera do Leste com shows de Celso & Christiano  e da dupla Anselmo & Rafael. Na ocasião, sagrou-se campeã a representante do município de Nova Mutum, mas gaúcha de nascimento, Mônica Huppes.

## Resultados

### Colocações
| Posição        | Município e Candidata                                                              |
| Vencedora      | - Nova Mutum - Mônica Huppes                                                       |
| 2º. Lugar      | - Várzea Grande - Ândria Furtado                                                   |
| 3º. Lugar      | - Cuiabá - Jéssica Fiorenza                                                        |
| 4º. Lugar      | - Sinop - Juliane Moschetta                                                        |
| 5º. Lugar      | - Primavera do Leste - Angeline Delmondes                                          |
| Semifinalistas | - Aripuanã - Mayra Silva - Cáceres - Ana Paula - Mirassol d'Oeste - Nayara Koehler |

## Candidatas
Disputaram o título este ano: